# Aitana (Berg, Osttimor)
Der Aitana ist ein osttimoresischer Berg im Suco Laline (Verwaltungsamt Lacluta, Gemeinde Viqueque). Er hat eine Höhe von 1203 m.

## Geschichte
Vom 1. bis zum 8. März 1981 fand am Aitana ein Treffen der FRETILIN statt. Die „Reorganisation der Nationalen Konferenz“ diente der Restrukturierung des Widerstands gegen die indonesischen Invasoren nach dem Verlust aller Widerstandsbasen (bases de apoio) und befreiten Zonen (zonas libertadas).
Am 7. September 1981 kam es an den Hängen des Aitanas zu einem Massaker. Beim St. Antonius-Schrein ermordeten indonesische Soldaten des Bataillons 744 im Anschluss der Operation „Zaun aus Beinen“ nach indonesischen Angaben 70, nach Augenzeugenbericht des Priesters Costa Lopes bis zu 500 Menschen, darunter auch Frauen und Kinder. Die unbewaffneten Opfer wurden gefesselt und dann erstochen.
Nach dem Berg ist der Fußballverein Aitana FC benannt.